# Myoxanthus trachychlamys
Myoxanthus trachychlamys är en orkidéart som först beskrevs av Rudolf Schlechter, och fick sitt nu gällande namn av Carlyle August Luer. Myoxanthus trachychlamys ingår i släktet Myoxanthus och familjen orkidéer. Inga underarter finns listade i Catalogue of Life.